# Vortex Comics
Vortex Comics est une maison d'édition de bande dessinée canadienne fondée en 1982 par Bill Marks et disparue en 1994. Elle a notamment publié Dean Motter, Howard Chaykin, Chester Brown, Ty Templeton, Ken Steacy, etc.